# Szimon Beżarano
Szimon Beżarano (hebr.: שמעון בז'רנו, ang.: Shimon Bejarno, ur. 28 września 1910 w Płowdiwie, zm. 17 października 1971) – izraelski ekonomista i polityk, w latach 1951–1959 poseł do Knesetu z listy Ogólnych Syjonistów.
W wyborach parlamentarnych w 1951 po raz pierwszy dostał się do izraelskiego parlamentu. Zasiadał w Knesetach II i III kadencji.